# Newerton
Newerton Martins da Silva (Palmares, Pernambuco, Brasil, 3 de junio de 2005) es un futbolista brasilero. Juega de extremo izquierdo y su equipo actual es el FK Shajtar Donetsk de la Liga Premier de Ucrania.

## Trayectoria
Se formó en las divisiones juveniles del São Paulo Futebol Clube. El 21 de julio de 2023 fue fichado por FK Shajtar Donetsk, firmó contrato hasta el 30 de junio de 2028.
Debutó como profesional el 29 de julio en la fecha 1 de la Liga Premier de Ucrania 2023-24, ingresó al minuto 72 para enfrentar a FC Metalist 1925 Járkiv y ganaron 1-2.
El 25 de octubre se produjo su debut internacional de clubes, fue en la fase de grupos de la Liga de Campeones de la UEFA 2023-24, jugaron contra Barcelona en el Estadio Olímpico Lluís Companys con más de 41400 espectadores presentes, jugó los 27 minutos finales pero fueron derrotados 2-1. En la segunda ronda de la fase de grupos volvieron a enfrentarse a Barcelona, esta vez como locatarios en el Volksparkstadion con más de 49100 aficionados, fue titular y ganaron 1-0.

## Estadísticas
Actualizado al último partido disputado el 6 de abril de 2025.
| Club                         | Div.          | Temporada     | Liga  | Liga  | Liga   | Copas nacionales | Copas nacionales | Copas nacionales | Copas internacionales | Copas internacionales | Copas internacionales | Total | Total | Total  |
| Club                         | Div.          | Temporada     | Part. | Goles | Asist. | Part.            | Goles            | Asist.           | Part.                 | Goles                 | Asist.                | Part. | Goles | Asist. |
| ---------------------------- | ------------- | ------------- | ----- | ----- | ------ | ---------------- | ---------------- | ---------------- | --------------------- | --------------------- | --------------------- | ----- | ----- | ------ |
| FK Shajtar Donetsk · Ucrania | 1.ª           | 2023-24       | 15    | 1     | 1      | 1                | 0                | 0                | 5                     | 0                     | 0                     | 21    | 1     | 1      |
| FK Shajtar Donetsk · Ucrania | 1.ª           | 2024-25       | 12    | 2     | 2      | 1                | 0                | 0                | 4                     | 0                     | 0                     | 17    | 2     | 2      |
| FK Shajtar Donetsk · Ucrania | Total club    | Total club    | 27    | 3     | 3      | 2                | 0                | 0                | 9                     | 0                     | 0                     | 38    | 3     | 3      |
| Total carrera                | Total carrera | Total carrera | 27    | 3     | 3      | 2                | 0                | 0                | 9                     | 0                     | 0                     | 38    | 3     | 3      |
| 1. 2.                        |               |               |       |       |        |                  |                  |                  |                       |                       |                       |       |       |        |

## Palmarés

### Títulos nacionales
| Título                  | Club                  | País    | Año  |
| ----------------------- | --------------------- | ------- | ---- |
| Liga Premier de Ucrania | F. K. Shajtar Donetsk | Ucrania | 2024 |
| Copa de Ucrania         | F. K. Shajtar Donetsk | Ucrania | 2024 |